# Orocrambus clarkei
Orocrambus clarkei là một loài bướm đêm trong họ Crambidae.